# Fergie Frederiksen
Dennis Hardy „Fergie“ Frederiksen (* 25. Mai 1951 in Grand Rapids, Michigan; † 18. Januar 2014) war ein US-amerikanischer Sänger.

## Karriere
Aufgewachsen in seinem Geburtsort, bemerkte Frederiksen schon früh sein Talent zum Singen und für die Bühne. Bereits als Jugendlicher sang er bei vielen öffentlichen Auftritten. 1975 zog es ihn nach Chicago, wo er sich der Band „MS Funk“ anschloss. Deren Frontsänger Tommy Shaw war mit Frederiksen befreundet und bat ihn, ihn zu ersetzen, da er zu einer anderen Band wechselte. Kurze Zeit später traf er den sehr populären Producer und Songwriter Pat Leonard und gründete die Band Trillion.
1979 verließ Frederiksen Trillion und schloss sich einer weiteren Rockband an. Größte Erfolge der Band LeRoux waren die Hitsingle Lifeline sowie das Album So Fired Up, das 1983 erschien. Während seiner Zeit bei LeRoux arbeitete er zudem als Sänger und Songwriter in Los Angeles, unter anderem gemeinsam mit seinem Freund, dem Bassisten Ricky Phillips und der Rockband Survivor.
Phillips war es auch, der 1984 dem Schlagzeuger von Toto, Jeff Porcaro, ein Videoband mit Aufnahmen von Frederiksen übergab. Zwar begab sich Frederiksen zu dieser Zeit nach Europa, um in Deutschland zu arbeiten, doch Toto wollte ihn auf jeden Fall als Nachfolger für den ausgeschiedenen Frontsänger Bobby Kimball engagieren. So wurde er nach Amerika zurückgerufen, um mit Toto deren fünftes Album Isolation (1984) aufzunehmen.
Nach der Isolation-Tour trennten sich die Wege von Frederiksen und Toto wieder, da man unterschiedlicher Ansicht über die Arbeit im Studio war und die Chemie zwischen ihm und den anderen Bandmitgliedern nicht stimmte. Er entschied sich, eine längere Pause einzulegen und eröffnete ein Restaurant. Erst 1994 veröffentlichte er gemeinsam mit seinem alten Freund Ricky Phillips seine nächste Platte Frederiksen/Phillips. Sein erstes Soloalbum folgte 1999 – Equilibrium.
Ein weiteres Projekt, an dem Frederiksen beteiligt war, ist die Band Mecca, die respektablen Erfolg mit ihrem Album Mecca (2002) hatte und in der er mit alten Bekannten wie seinem Freund Joe Vana und dem ehemaligen Toto-Bassisten David Hungate spielte. Außerdem arbeitete Frederiksen danach mit seinem engen Freund, dem Gitarristen Tommy Denander, in dessen Projekt Radioactive zusammen. Daraus entstanden die Alben Ceremony Of Innocence (2001), Yeah (2003) und Taken (2005).
2005 wurde bei Frederiksen eine Hepatitis-C-Erkrankung festgestellt. Trotz der Erkrankung arbeitete er mit Denander an dessen letztem Album sowie mit Ricky Phillips im Studio. Um auch anderen Menschen im Kampf gegen die Krankheit helfen zu können, gründete er die Fergie Frederiksen Foundation, die unter anderem im Rahmen von Konzerten Spenden sammelt und die Forschung unterstützt. 2010 wurde bekannt, dass Frederiksen an Leberkrebs erkrankt war. Am 18. Januar 2014 erlag er dieser Krankheit.

## Diskografie
- 1976: MSFunk: Live Recordings
- 1978: Trillion: Trillion
- 1980: Village People: Can’t Stop the Music
- 1981: David London: David London
- 1982: Survivor: Eye of the Tiger (Background vocals)
- 1982: Angel: Whips, Troubleshooter, and Should’ve Known Better
- 1983: LeRoux: So Fired Up
- 1984: Toto: Isolation
- 1984: Toto: Dune Soundtrack (Background vocals)
- 1985: Toto: Live at Castle Hall, Osaka, Japan
- 1986: Toto: Fahrenheit (Background vocals)
- 1987: RTZ: Demos
- 1988: Heavy Birthday (Background vocals)
- 1993: LeRoux: AOR Live (Not released until 2000)
- 1995: Frederiksen/Phillips
- 1997: Joseph Williams: 3
- 1999: Equilibrium
- 2000: World Classic Rockers: World Classic Rockers
- 2001: Radioactive: Ceremony Of Innocence
- 2002: Mecca: Mecca
- 2003: Radioactive: Yeah
- 2004: AOR: Nothing but the Best
- 2005: Radioactive: Taken
- 2005: Northern Light: Northern Light
- 2005: Rock the Bones Vol.3
- 2007: Frederiksen-Denander: Baptism By Fire
- 2009: Myland: No Man’s Land
- 2009: AOR: Journey to L.A.
- 2011: Fergie Frederiksen: Happiness Is the Road
- 2013: Fergie Frederiksen: Any Given Moment